# Medaglie, decorazioni e ordini cavallereschi argentini
Le medaglie, decorazioni e ordini cavallereschi argentini sia militari sia civili, comprendono i sistemi premiali ufficialmente adottati dalle varie espressioni istituzionali riconosciute nella definizione legittima di Stato Argentino (Province Unite del Río de la Plata, Confederazione Argentina e Repubblica Argentina). Ogni insegna è riconoscibile dal relativo nastrino.

## Ordini cavallereschi

### Ordine del liberatore San Martín (17 agosto 1943 - attuale)
Cavaliere di Gran Croce decorato di Collare dell'Ordine del liberatore San Martín
 Cavaliere di Gran Croce dell'Ordine del liberatore San Martín
 Grand'Ufficiale dell'Ordine del liberatore San Martín
 Commendatore dell'Ordine del liberatore San Martín
 Ufficiale dell'Ordine del liberatore San Martín
 Cavaliere dell'Ordine del liberatore San Martín
Conferito «come ricompensa per i funzionari civili o militari stranieri i quali hanno ottenuto grandi meriti e riconoscimenti in Argentina o che hanno portato grande onore allo Stato.»

### Ordine al Merito poi Ordine di Maggio (1943 - attuale)
dal 1943 al 17 dicembre 1957:
 Cavaliere di Gran Croce decorato di Collare dell'Ordine al Merito
 Cavaliere di Gran Croce dell'Ordine al Merito
 Grand'Ufficiale dell'Ordine al Merito
 Commendatore dell'Ordine al Merito
 Ufficiale dell'Ordine al Merito
 Cavaliere dell'Ordine al Merito
dal 17 dicembre 1957 ad oggi:

#### Ordine di Maggio "al merito"
Cavaliere di Gran Croce decorato di Collare dell'Ordine di Maggio
 Cavaliere di Gran Croce dell'Ordine di Maggio
 Grand'Ufficiale dell'Ordine di Maggio
 Commendatore dell'Ordine di Maggio
 Ufficiale dell'Ordine di Maggio
 Cavaliere dell'Ordine di Maggio

#### Ordine di Maggio "al merito militare"
Cavaliere di Gran Croce dell'Ordine di Maggio al merito militare
 Grand'Ufficiale dell'Ordine di Maggio al merito militare
 Commendatore dell'Ordine di Maggio al merito militare
 Ufficiale dell'Ordine di Maggio al merito militare
 Cavaliere dell'Ordine di Maggio al merito militare

#### Ordine di Maggio "al merito navale"
Cavaliere di Gran Croce dell'Ordine di Maggio al merito navale
 Grand'Ufficiale dell'Ordine di Maggio al merito navale
 Commendatore dell'Ordine di Maggio al merito navale
 Ufficiale dell'Ordine di Maggio al merito navale
 Cavaliere dell'Ordine di Maggio al merito navale

#### Ordine di Maggio "al merito aeronautico"
Cavaliere di Gran Croce dell'Ordine di Maggio al merito aeronautico
 Grand'Ufficiale dell'Ordine di Maggio al merito aeronautico
 Commendatore dell'Ordine di Maggio al merito aeronautico
 Ufficiale dell'Ordine di Maggio al merito aeronautico
 Cavaliere dell'Ordine di Maggio al merito aeronautico

### Ordine del Servizio Distinto

#### Classe militare
Cavaliere di Gran Croce dell'Ordine del Servizio Distinto nella classe militare
 Grand'Ufficiale dell'Ordine del Servizio Distinto nella classe militare
 Commendatore dell'Ordine del Servizio Distinto nella classe militare
 Ufficiale dell'Ordine di Maggio del Servizio Distinto nella classe militare
 Cavaliere dell'Ordine di Maggio del Servizio Distinto nella classe militare

#### Classe civile
Cavaliere di Gran Croce dell'Ordine del Servizio Distinto nella classe civile
 Grand'Ufficiale dell'Ordine del Servizio Distinto nella classe civile
 Commendatore dell'Ordine del Servizio Distinto nella classe civile
 Ufficiale dell'Ordine di Maggio del Servizio Distinto nella classe civile
 Cavaliere dell'Ordine di Maggio del Servizio Distinto nella classe civile

## Decorazioni al valore

### Croce al Valore Eroico in Combattimento
Croce al Valore Eroico in Combattimento
Conferita «al personale militare delle Forze Armate, al personale delle Forze di Sicurezza, alle Forze di Polizia e ai civili, argentini o stranieri, che, in combattimento, motivati da eventi straordinari che hanno carattere di funzione bellica, svolgono in isolamento o nell’esercizio del comando un’azione misurabile che si differenzia notevolmente dagli schemi di condotta normalmente considerati corretti.»

### Medaglia al Valore in Combattimento
Medaglia al Valore Eroico in Combattimento
Conferita «al personale militare delle Forze Armate, al personale delle Forze di Sicurezza, alle Forze di Polizia e ai civili, argentini o stranieri, che, in combattimento, motivati da eventi straordinari che hanno carattere di funzione bellica, compiono un'azione notevole che si differenzia notevolmente rispetto a modelli di comportamento normalmente considerati corretti.»

### Medaglia dei Caduti in Combattimento
Medaglia dei Caduti in Combattimento
Conferita «al personale militare delle Forze Armate, al personale delle Forze di Sicurezza, alle Forze di Polizia e ai civili, argentini o stranieri, che, in combattimento, motivati da eventi straordinari che hanno carattere di funzione bellica, vengono uccisi come diretta conseguenza dei rischi ad esso inerenti.»

### Medaglia dei Feriti in Combattimento
Medaglia dei Feriti in Combattimento
Conferita «al personale militare delle Forze Armate, al personale delle Forze di Sicurezza, alle Forze di Polizia e ai civili, argentini o stranieri, che, in un combattimento motivato da eventi straordinari che hanno carattere di funzione bellica, rimangono gravemente feriti come diretta conseguenza dei rischi ad esso inerenti.»

### Medaglia dei Feriti in Combattimento della Marina Militare
Medaglia dei Feriti in Combattimento della Marina Militare
Conferita «conferita dalla Marina argentina al personale che, nello svolgimento di una missione di combattimento, motivata da eventi straordinari che hanno carattere di azione di guerra o di crisi, rimane gravemente ferito.»

### Medaglia dell'Esercito all'Eroico Valore in Combattimento
Medaglia dell'Esercito all'Eroico Valore in Combattimento

### Medaglia della Marina all'Eroico Valore in Combattimento
Medaglia della Marina all'Eroico Valore in Combattimento
Conferita «dalla Marina Argentina alle forze, unità e personale militare per essersi distinti individualmente oltre quanto richiesto dal dovere, mettendo a rischio la propria vita, per atti di coraggio o forza d'animo durante l'adempimento di una missione di combattimento in eventi che hanno carattere di guerra o di crisi.»

### Medaglia d'Onore al Valore e alla Disciplina
Medaglia d'Onore al Valore e alla Disciplina

## Decorazioni al merito

### Medaglia dell'Esercito al Merito Militare
Medaglia dell'Esercito al Merito Militare

### Medaglia della Marina al Merito Militare
Medaglia della Marina al Merito Militare
Conferita «dalla Marina Argentina al personale, per essersi distinto individualmente in modo straordinario oltre ciò che richiede il dovere e con grave rischio della vita, per atti di coraggio o forza durante lo svolgimento di un combattimento missione in eventi che hanno carattere di guerra o di crisi.»

### Medaglia per lo sforzo e l'abnegazione
Medaglia per lo sforzo e l'abnegazione
Conferita «dalla Marina Argentina al personale che, durante il servizio, si distingue in modo straordinario per la dedizione e lo spirito di sacrificio o per la dedizione disinteressata ai compagni d'armi.»

### Medaglia della Marina per lo sforzo e l'abnegazione
Medaglia della Marina per lo sforzo e l'abnegazione
Conferita «dalla Marina Argentina al personale che, durante il servizio, si distingue in modo straordinario per la dedizione e lo spirito di sacrificio o per la dedizione disinteressata ai compagni d'armi.»

### Medaglia d'onore della Gendarmeria Nacional
Medaglia d'onore della Gendarmeria Nacional

### Medaglia all'Onore Militare
Medaglia all'Onore Militare

### Medaglia in riconoscimento
Medaglia in riconoscimento

### Croce Porpora
Croce Porpora

### Menzione speciale per azioni distaccate
Menzione speciale per azioni distaccate

### Medaglia d'onore della Policia Federal
Medaglia d'onore della Policia Federal

## Medaglie di benemerenza e commemorative

### Medaglie commemorative della campagna sul Rio Salado
Medaglia commemorativa ai vincitori sul Rio Salado (1831)
Conferita dal «governatore della provincia di Buenos Aires, Juan Manuel de Rosas, a coloro che effettuarono la spedizione nel Rio Salado.»
 Medaglia commemorativa dell'esplorazione del Rio Salado (17 dicembre 1856)
Conferita ai «partecipanti alla spedizione.»

### Medaglie commemorative della guerra d'indipendenza sudamericana

#### Scudo commemorativo di Perdriel (12 agosto 1806)
Medaglia commemorativa per la riconquista di Buenos Aires

#### Medaglia commemorativa per la riconquista di Buenos Aires (12 agosto 1806)
Medaglia commemorativa per la riconquista di Buenos Aires
Conferita «ai partecipanti all'evento bellico»

#### Medaglia commemorativa della battaglia di Tupiza (7 novembre 1810)
Medaglia commemorativa della battaglia di Tupiza
Conferita «ai partecipanti all'evento bellico»

#### Medaglia commemorativa di Aruhuma (15 novembre 1810)
Medaglia commemorativa di Aruhuma

#### Medaglia commemorativa di Las Piedras (15 novembre 1810)
Medaglia commemorativa di Las Piedras

#### Scudo e cordicella commemorativa della Battaglia di Tucumán (24 settembre 1812)
Scudo e cordicella commemorativa della Battaglia di Tucumán

#### Medaglia commemorativa della battaglia del Cerrito (31 dicembre 1812)
Medaglia commemorativa della battaglia del Cerrito
Conferita «ai partecipanti all'evento bellico»

#### Medaglia commemorativa di Chacabuco (12 febbraio 1817)
Medaglia di Chacabuco
Conferita «per la prima battaglia campale dell'esercito argentino per la libertà sudamericana»

#### Medaglia commemorativa di Humahuaca (2 marzo 1817)
Medaglia di Humahuaca
Conferita «per la prima battaglia dell'esercito argentino per la libertà sudamericana»

#### Medaglia commemorativa di Maipù (6 agosto 1819)
Medaglia di Maipù
Conferita «per il contributo alla libertà del Cile»

#### Medaglia commemorativa di San Luis (6 agosto 1819)
Medaglia di San Luis
Conferita «a chi ha soppresso la cospirazione dei prigionieri spagnoli catturati durante la battaglia di Maipù a San Luis»

#### Medaglia commemorativa di Pasco (6 dicembre 1820)
Medaglia commemorativa di Pasco
Conferita «per le azioni di Pasco»

#### Medaglia commemorativa ai gruppi di guerriglia (1 ottobre 1822)
Medaglie commemorativa ai gruppi di guerriglia
Conferita «per il contributo alla libertà del Perù»

#### Medaglia commemorativa alle vittime della Zepita (25 agosto 1823)
Medaglie commemorativa alle vittime della Zepita
Conferita «alle vittime della Zepita»

#### Medaglie commemorative per la battaglia di Ayacucho (23 marzo 1833)
Medaglia commemorativa per la battaglia di Ayacucho per generali
 Medaglia commemorativa per la battaglia di Ayacucho per comandanti ed ufficiali
 Medaglia commemorativa per la battaglia di Ayacucho per sottufficiali e truppa
 Medaglia commemorativa in onore di Simón Bolívar per la battaglia di Ayacucho
Conferita ai «partecipanti alla battaglia»

### Medaglia commemorativa per la spedizione del Rio Colorado (23 marzo 1833)
Medaglia commemorativa per la spedizione del Rio Colorado
Conferita ai «partecipanti alla spedizione»

### Medaglia di benemerenza al generale Estanislao López (4 maggio 1835)
Medaglia di benemerenza al generale Estanislao López
Conferita per «premiarlo del suo rilevante servizio»

### Medaglia di benemerenza Pago Largo (31 marzo 1839)
Medaglia commemorativa di Pago Largo
Conferita dal «Governatore di Buenos Aires»

### Medaglia commemorativa per il trionfo contro gli Indos di Cile, i Ranqueles e i Borogas (17 settembre 1861)
Medaglia commemorativa per il trionfo contro gli Indos di Cile, i Ranqueles e i Borogas
Conferita per i «fatti del 22 agosto 1839»

### Medaglie commemorative della guerra civile argentina

#### Medaglie commemorative per la Battaglia di Caseros (13 febbraio 1852)
Medaglia commemorativa della Battaglia di Caseros per i contingenti ordinari e della Guardia Nazionale in operazione in Uruguay
 Medaglia commemorativa della Battaglia di Caseros per gli appartenenti alla prima Divisione 
Conferita per la «Battaglia di Caseros»

#### Medaglia commemorativa per la Battaglia di Pavón (17 settembre 1861)
Medaglia commemorativa per la Battaglia di Pavón (non ufficiale)
Conferita per la «Battaglia di Pavón»

### Medaglie commemorative per la Campagna del Paraguay

#### Medaglia commemorativa per la battaglia di Riachuelo (11 giugno 1865)
Medaglia commemorativa per la battaglia navale di Riachuelo
Conferita agli «Ufficiali e agli incaricati della Marina Nazionale partecipanti al Combattimento navale di Riachuelo.»

#### Medaglia commemorativa per la battaglia di Yatay (17 agosto 1865)
Medaglia commemorativa per la battaglia di Yatay
Conferita a «tutti i partecipanti alla battaglia di Yatay»

#### Medaglia commemorativa per la resa di Uruguaiana (20 settembre 1865)
Medaglia commemorativa per la resa di Uruguaiana
Conferita a «tutte le forze ordinarie e della Guardia Nazionale brasiliana o alleata, dipendenti e persone che hanno partecipato e hanno preso parte alla resa della divisione dell'Esercito della Repubblica del Paraguay, che occupava la Città di Uruguaiana»

#### Medaglia commemorativa per la fine della campagna (28 settembre 1866)
Medaglia commemorativa per la fine della campagna
Conferita ai «generali, capi, ufficiali e soldati che hanno portato a termine la campagna contro il governo del Paraguay»

#### Medaglia commemorativa ai vincitori di Corrientes (23 gennaio 1867)
Medaglia commemorativa ai vincitori di Corrientes
Conferita per il «primo incontro tra le forze argentine e paraguaiane del 25 maggio 1865 a Corrientes.»

#### Medaglia commemorativa della Guardia Nazionale per la Campagna del Paraguay (10 dicembre 1869)
Medaglia commemorativa della Guardia Nazionale per la Campagna del Paraguay
Conferita ai «capi, gli ufficiali e i soldati della Guardia Nazionale di Corrientes che hanno portato avanti la campagna contro il governo del Paraguay»

### Medaglia commemorativa della campagna del Rio Negro e della Patagonia (20 ottobre 1881)
Medaglia commemorativa della campagna del Rio Negro e della Patagonia
Conferita a chi «Il 16 aprile 1879, durante la spedizione sotto il comando del generale e ministro di Guerra D. Julio A. Roca, in marcia verso il deserto per passare il confine con il Río Negro o in alternativa il 25 maggio abbia contribuito a far sventolare la bandiera Argentina sull'isola di Choele Choel.»

### Medaglia commemorativa della spedizione delle Ande (21 luglio 1885)
Medaglia commemorativa della spedizione delle Ande
Conferita dal «Congresso ai capi, agli ufficiali ed ai soldati che effettuarono la spedizione della campagna andina.»

### Medaglia commemorativa della Campagna del Chaco (7 agosto 1888)
Medaglia commemorativa della campagna del Chaco
Conferita a «generali, capi, ufficiali e truppe, sia della Linea che della Guardia Nazionale, che in conformità con la legge del 13 settembre 1884 portarono avanti la Campagna del Chaco.»

### Medaglie commemorative della Guerra della triplice alleanza

#### Medaglia commemorativa della guerra del Paraguay (13 maggio 1888)
Medaglia commemorativa della guerra del Paraguay
Conferita a combattenti Brasiliani e Argentini partecipanti alle azioni belliche

#### Medaglia della Repubblica Orientale all'esercito alleato contro il dittatore del Paraguay (4 aprile 1891)
Medaglia della Repubblica Orientale all'esercito alleato contro il dittatore del Paraguay
Conferita a «membri degli eserciti, delle marine e delle classi affini della Triplice Alleanza che parteciparono alla guerra del Paraguay.»

#### Medaglia commemorativa del monumento ai guerrieri del Paraguay (18 luglio 1906)
Medaglia commemorativa del monumento ai guerrieri del Paraguay
Conferita a «partecipanti alla cerimonia d'inaugurazione del monumento.»

### Medaglia commemorativa della Guerra delle Falkland (1982)
Medaglia commemorativa ai combattenti
Conferita «dal Congresso Nazionale al personale che ha combattuto per la rivendicazione territoriale delle Malvine, Georgia e Isole Sandwich Meridionali, nelle azioni di guerra dal 2 aprile al 14 giugno 1982. Legge n. 23.118»
 Menzione speciale

### Medaglia commemorativa delle campagne militari della Marina (1982 - attuale)
Medaglia commemorativa della campagna militare delle Isole Malvinas
 Medaglia commemorativa delle campagne militari
Conferita «dalla Marina Argentina alle Forze, Unità e loro Dotazioni, per aver partecipato per tutta la durata di una campagna come protagonista in azioni di combattimento, in eventi che hanno carattere di guerra o crisi internazionale. La medaglia e il nastro verranno assegnati in un'unica occasione, mentre nelle successive campagne di guerra verranno aggiunte sulla medaglia e sul nastro le corrispondenti barrette con i nomi delle campagne effettuate.»

### Medaglia commemorativa delle campagne militari
Medaglia commemorativa delle campagne

### Medaglia di benemerenza Presidenziale
Medaglia del Ministero della Difesa

### Medaglia di benemerenza del Ministero della Difesa
Medaglia Presidenziale

### Medaglia di benemerenza del Ministero dell'Istruzione
Medaglia del Ministero dell'Istruzione

### Medaglia di benemerenza del Ministero dell'Istruzione e dello Sport
Medaglia del Ministero dell'Istruzione e dello Sport

### Medaglia di benemerenza del Capo di Stato Maggiore dell'Esercito "Sol de Mayo"
Medaglia del Capo di Stato Maggiore dell'Esercito "Sol de Mayo"

### Medaglia di benemerenza dello Stato Maggiore dell'Esercito
Medaglia dello Stato Maggiore dell'Esercito

### Medaglia di benemerenza del Capo di Stato Maggiore dell'Aeronautica
Medaglia del Capo di Stato Maggiore dell'Aeronautica

### Medaglia di virtù militare
Medaglia di virtù militare

### Medaglia dell'Organizzazione delle Nazioni Unite "DAG HAMMARSKJOLD in servizio della pace"
Medaglia dell'Organizzazione delle Nazioni Unite "DAG HAMMARSKJOLD in servizio della pace"

## Decorazioni al merito dell'Esercito

### Croci al merito
Croce al merito della Fanteria
 Croce al merito della Cavalleria
 Croce al merito dell'Artiglieria
 Croce al merito del Genio
 Croce al merito delle Trasmissioni
 Croce al merito della Farmacia
 Croce al merito dell'Arsenale
 Croce al merito della Sanità
 Croce al merito della Veterinaria
 Croce al merito della Giustizia
 Croce al merito dei Conduttori Motoristi
 Croce al merito dei Meccanici e Traduttori
 Croce al merito della Banda Militare
 Croce al merito dell'Educazione Fisica
 Croce al merito per l'attitudine speciale di comando
 Croce al merito per l'attitudine speciale d'intelligence
 Croce al merito per l'attitudine speciale di montagna
 Croce al merito per l'attitudine speciale forestale
 Croce al merito per la fratellanza militare
 Croce al merito per 35 anni di servizio per generali e colonnelli
 Croce al merito per 35 anni di servizio per ufficiali comandanti e sottufficiali superiori

### Medaglia di 30 anni di servizio del personale civile o docente civile della Difesa
Medaglia di 30 anni di servizio del personale civile o docente civile della Difesa